# Brandonn Almeida
Brandonn Almeida, född 16 mars 1997, är en brasiliansk simmare.
Almeida tävlade för Brasilien vid olympiska sommarspelen 2016 i Rio de Janeiro, där han blev utslagen i försöksheaten på 400 meter medley och 1500 meter frisim.